# المستقبل الرياضي بالمرسى (كرة طائرة)
المستقبل الرياضي بالمرسى للكرة الطائرة (بالفرنسية: Avenir sportif de La Marsa (volley-ball))‏، هو إحدى فروع الفريق التونسي ومقره ضاحية المرسى والذي يتنافس ضمن القسم الوطني الأول من البطولة التونسية للكرة الطائرة للرجال والبطولة التونسية للكرة الطائرة للسيدات إضافة إلى تمثيل تونس في المنافسات القارية والدولية.
و قد إشتهر فرع كرة الطائرة بإنجازاته و حصده للألقاب في أول الستينات و حتى أواخر الثمانينات حيث فاز المستقبل الرياضي بالمرسى ببطولة تونس للكرة الطائرة 7 مرات وقد كان الوحيد مع الترجي الرياضي من أصحاب الإنجاز التاريخي في الفوز بكأس تونس لأربع مرات متاتالية.

## سجل ألقاب النادي للكرة الطائرة
فريق الرجال :
- البطولة التونسية  (7) :

1962، 1963، 1970، 1971، 1973، 1975، 1980.
- كأس تونس  (8) :

1962، 1963، 1968، 1969، 1970، 1971، 1973، 1988.
♦ الدور النهائي  (5) : 1964، 1980، 1981، 1989، 2023.
الألقاب الخارجية
- الكأس المغاربية للأندية البطلة  (1) : 1970.

فريق السيدات :
- البطولة التونسية للسيدات  (6) :

1974، 1975، 1976، 1977، 1978، 1979.
- كأس تونس للسيدات  (8) :

1974، 1976، 1977، 1978، 1979، 1980، 1981، 1982.
♦ الدور النهائي  (2) : 1972، 1975.

## تشكيلة فريق الرجال 2022-2023
- نبيل عزوزي
- أشرف شرقي
- حسان عيوني
- مهدي بن ظافر
- أيوب قوبعة
- ياسين شرودة
- سفيان مشلا
- بوبكر مليح
- محمد هلال
- هادي الخزري
- رامي واصلي
- محمد شوكير

## وصلات خارجية
- المستقبل الرياضي بالمرسى
- الموقع المستقبل الرياضي بالمرسى.